# Antonio Mateos
Antonio Mateos Luna y Menjibar (geb. vor 1954) ist ein spanischer Requisiteur und Szenenbildner, der bei der Oscarverleihung 1971 für den Kriegsfilm Patton – Rebell in Uniform (1970) einen Oscar für das beste Szenenbild erhielt.

## Leben
Mateos begann seine Laufbahn in der Filmwirtschaft 1954 als Requisiteur in Frankreich und Spanien und war 1954 erstmals an der Ausstattung der Film El Torero und Un día perdido beteiligt. Im Laufe seiner Tätigkeit arbeitete er als Requisiteur und Szenenbildner an über 100 Filmen mit.
Für seine Arbeit als Szenenbildner im Kriegsfilm Oscar für das beste Szenenbild (1970), der zugleich eine seiner wenigen international bekannten Filme war, erhielt er bei der Oscarverleihung 1971 gemeinsam mit Urie McCleary, Gil Parrondo und Pierre-Louis Thévenet den Oscar für das beste Szenenbild.
Zuletzt arbeitete er 2000 als Requisiteur an der Erstellung des Films Jara von Manuel Estudillo mit.

## Filmografie (Auswahl)
- 1954: El Torero
- 1959: Las dos y media y... veneno
- 1963: Confidencias de un marido
- 1966: Mestizo
- 1969: La vida sigue igual
- 1973: El abuelo tiene un plan
- 1979: Las verdes praderas
- 1982: La colmena
- 1988: Gallego
- 1992: Vacas - Kühe
- 1993: La Lola se va a los puertos
- 1996: El amor perjudica seriamente la salud
- 1996: El pero del hortelano
- 1996: Familia
- 1997: Geheimnisse des Herzens (Secretos del corazón)